# La Caleta (El Hierro)
La Caleta es una localidad del municipio de Valverde. Situado en el noreste de la isla de El Hierro, Canarias, España.
Se encuentra al sur del Aeropuerto de El Hierro. En el pasado sirvió como embarcadero alternativo al Puerto de La Estaca y posteriormente, tras abandonar su tradición pesquera, se convirtió en un núcleo de segunda residencia. Junto al pueblo se encuentra la estación de grabados rupestres de La Caleta.
Cuenta con una pequeña playa de unos 50 metros de callaos y roca, algo ventosa y oleaje moderado. Junto a la playa se han acondicionado varias piscinas que se llenan del agua del mar, con zona de solárium.

## Demografía
| 2000 | 2001 | 2002 | 2003 | 2004 | 2005 | 2006 | 2007 | 2008 | 2009 |
| ---- | ---- | ---- | ---- | ---- | ---- | ---- | ---- | ---- | ---- |
| 188  | 212  | 223  | 236  | 248  | 240  | 236  | 246  | 254  | 264  |